# Dragalić
Dragalić es un municipio de Croacia en el condado de Brod-Posavina.

## Geografía
Se encuentra a una altitud de 111 m s. n. m. a 141 km de la capital nacional, Zagreb.

## Demografía
En el censo 2011 el total de población del municipio fue de 1361 habitantes, distribuidos en las siguientes localidades:
- Donji Bogićevci -  84
- Dragalić -  559
- Gorice - 175
- Mašić -  266
- Medari - 177
- Poljane - 100

| Gráfica de población de Dragalić 1857-2011                          |
|                                                                     |
| Según los censos de población de la oficina estadística de Croacia. |